# Lianhua Feng
Lianhua Feng är ett berg i Kina. Det ligger i provinsen Anhui, i den östra delen av landet, omkring 210 kilometer sydost om provinshuvudstaden Hefei. Toppen på Lianhua Feng är 1 873 meter över havet. Lianhua Feng ingår i Huang Shan.
Lianhua Feng är den högsta punkten i trakten. Runt Lianhua Feng är det ganska tätbefolkat, med 185 invånare per kvadratkilometer. Närmaste större samhälle är Tangkou, 6,7 km söder om Lianhua Feng. I omgivningarna runt Lianhua Feng växer i huvudsak blandskog.
Genomsnittlig årsnederbörd är 2 492 millimeter. Den regnigaste månaden är juni, med i genomsnitt 406 mm nederbörd, och den torraste är oktober, med 78 mm nederbörd.